# Vickers F.B.24
Vickers F.B.24 là một loại máy bay tiêm kích của Anh trong Chiến tranh thế giới I.

## Biến thể
F.B.24A
F.B.24B
F.B.24C
F.B.24D
F.B.24E
F.B.24G

## Tính năng kỹ chiến thuật (F.B.24C)
Dữ liệu lấy từ British Aeroplanes 1914–1918
Đặc tính tổng quát
- Kíp lái: 2
- Chiều dài: 26 ft 6 in (8,08 m)
- Sải cánh trên: 37 ft 6 in (11,43 m)
- Sải cánh dưới: 31 ft 0 in (9,45 m)
- Diện tích cánh: 384 foot vuông (35,7 m2)
- Trọng lượng rỗng: 1.709 lb (775 kg)
- Trọng lượng có tải: 2.650 lb (1.202 kg)
- Động cơ: 1 × Lorraine-Dietrich 8Bd kiểu động cơ V8, làm mát bằng nước, 275 hp (205 kW)

Hiệu suất bay
- Vận tốc cực đại: 129,5 mph (208 km/h; 113 kn) trên độ cao 10.000 ft (3.050 m)
- Thời gian bay: 3 h
- Trần bay: 23.000 ft (7.010 m)

Vũ khí trang bị

- Súng: 2× súng máy Vickers và 1× súng máy Lewis .303 inch (7,7 mm) [2]